# Johann Paul Kremer
Johann Paul Kremer (26 de diciembre de 1883 - 8 de enero de 1965) fue profesor de anatomía y genética humana en la Universidad de Münster. Se unió a la Wehrmacht el 20 de mayo de 1941. Sirvió en las SS en el campo de concentración de Auschwitz como médico, durante la Segunda Guerra Mundial, del 30 de agosto de 1942 al 18 de noviembre de 1942.
Miembro del NSDAP, estuvo involucrado en la experimentación nazi con humanos sobre los prisioneros de Auschwitz-Birkenau. Fue condenado a muerte en el juicio de Auschwitz, pero esta sentencia fue conmutada posteriormente por una de cadena perpetua. Fue liberado en 1958.
Kremer recibió notoriedad por su diario, que relataba inmundas actividades cotidianas, intercaladas con entradas de su testimonio de asesinato y depravación a través de gaseamientos y acciones especiales.

5 de septiembre de 1942: Por la mañana asistí a una acción especial del campo de concentración de mujeres (musulmanes); el más terrible de los horrores. El Obersturmführer Thilo tenía razón cuando me dijo que este es el anus mundi. En la noche hacia las 8:00 asistió a otra acción especial de Holanda [sic]. Debido a las raciones especiales que reciben una quinta parte de un litro de schnapps, 5 cigarrillos, 100 g de salami y pan, todos los hombres claman por tomar parte en tales acciones. Hoy y mañana (domingo) trabajo.
Johann Paul Kremer.

## Vida antes de Auschwitz
Kremer nació en Stellberg. Era doctor en medicina y filosofía, también estudió ciencias naturales y matemáticas. Estudió en Heidelberg, Estrasburgo y Berlín; recibió su título de médico en 1919 y su título de filosofía en 1914. Fue el "cirujano asistente en la clínica quirúrgica de la Universidad, Charité, la sala de enfermedades internas del Hospital Municipal de Berlín-Neukölln, la clínica quirúrgica de la Universidad de Colonia y prosector en los Institutos de Anatomía en Bonn y Münster. Se convirtió en Dozent de anatomía en 1929 y fue promovido allí en 1936 para ser profesor en comisión. Al mismo tiempo, se le encargó una conferencia sobre la ciencia de la herencia humana [ahora conocida como el campo de la genética humana]". También escribió un poco, menciona dos artículos que escribió en el diario que conservó, el primero fue "¿Heredado o adquirido? Una contribución digna de mención al problema de heredabilidad de las deformaciones traumáticas y el segundo titulado "Investigaciones sobre nuevos elementos de células y tejidos".

## Experimentos médicos
La principal prioridad de los médicos de las SS en los campos de concentración de toda la Europa ocupada por los nazis no era proporcionar servicios médicos básicos a los reclusos, sino más bien dar la apariencia de una atención médica competente. Después de la implementación a gran escala de la Solución Final, gran parte de su tiempo se ocupó de los exterminios de los campos de concentración, clasificación / selección de los reclusos recién llegados (principalmente judíos) (por ejemplo, para el trabajo, la experimentación o el exterminio inmediato), observación directa de ejecuciones y gaseamientos, experimentación y creación de causas de muertes en certificados de defunción de prisioneros. Los experimentos llevados a cabo por los médicos de las SS se realizaron por tres razones principales: 1) para investigar métodos para mejorar la salud y la supervivencia de los soldados; 2) sentar las bases para la investigación científica de la posguerra; y 3) y para llevar a cabo los dictados de las políticas raciales del partido Nazi. Algunos experimentos también se realizaron a petición de compañías farmacéuticas e institutos médicos, para los intereses de investigación de los propios médicos y para beneficiar las carreras personales de los médicos.
Kremer estaba particularmente interesado en los efectos de la inanición en el cuerpo humano, especialmente en el hígado, y porque Kremer era responsable de examinar a los prisioneros que buscaban ingresar a la enfermería del campo, pudo seleccionar personalmente a los prisioneros que él creía que harían bien sujetos de prueba para sus experimentos. A menudo realizaba autopsias para extraer muestras del hígado, el bazo y el páncreas. En varias ocasiones, en su diario, menciona la extracción de órganos y tejidos (a los que llamó "material vivo y fresco") de las víctimas vivas, como el 15 de octubre de 1942, cuando escribe: "material de vivo y fresco, bazo y páncreas tomados de un individuo anormal". El diario de Kremer contiene descripciones de al menos cinco instancias similares. En su audiencia del 30 de julio de 1947, Kremer declaró que "observé a los prisioneros de este grupo [para ser liquidados] cuidadosamente y cada vez que uno de ellos me interesaba particularmente por su avanzada etapa de inanición, ordené al médico que lo reservara. y para informarme cuando este paciente sería asesinado por inyección".

## Acciones especiales
Se requirió que todos los médicos de las SS estuvieran presentes en lo que se denominó "acciones especiales", que fue cuando tuvieron lugar los gaseamientos masivos. Las víctimas más comunes fueron los niños, los ancianos, las madres con niños pequeños y cualquier otra persona que se considere no apta para el trabajo. Durante su juicio, Kremer describió cómo se realizó un gaseamiento y cuál fue su papel como médico. Los gaseamientos se llevaron a cabo en cabañas ubicadas en las afueras del campamento; las víctimas eran transportadas en tren, y después de llegar, los prisioneros: "fueron conducidos primero a cuarteles donde las víctimas se desvestían y luego iban desnudas a las cámaras de gas. Muy a menudo no ocurrían incidentes, ya que los SS calmaban a la gente, diciendo que eran para bañarse y despiojarse. Después de conducirlos a todos a la cámara de gas, la puerta se cerró y un hombre de las SS con una máscara de gas arrojó el contenido de una lata de ciclón a través de una abertura en la pared lateral". El papel de Kremer era sentarse en una camioneta junto con un asistente médico listo para tratar a los oficiales que pudieran sucumbir ante el gas.

## Ejecuciones y palizas
A lo largo del diario de Kremer hay múltiples ocasiones en las que menciona estar asistiendo a varias ejecuciones y palizas. Se pueden encontrar al menos cuatro ejemplos en los que menciona ejecuciones mediante o utilizando un arma, inyección de fenol o un método no especificado. Menciona brevemente no menos de tres instancias donde supervisó el castigo de los prisioneros. Los médicos debían examinar a la víctima antes del castigo y permanecer durante la administración del castigo; sin embargo, en la práctica, los médicos rara vez, si acaso alguna vez, examinaron a las víctimas y no se opusieron abiertamente a los castigos.

## Testimonio y acusación
Johann Kremer fue juzgado en los juicios de Auschwitz en audiencia pública del Tribunal de la Corte Suprema Nacional en Cracovia, durante noviembre y diciembre de 1947. Basándose en los contenidos de su diario y sus propias confesiones, Kremer participó en catorce gaseamientos, así como en múltiples ejecuciones públicas y especiales. acciones, también conocidas como gaseamientos. Durante su testimonio, describió el proceso por el cual seleccionó a sus víctimas, el proceso de obtener la información necesaria para su investigación, y afirma que "después de que me dieran esta información, un asistente médico vendría y mataría al paciente con una inyección en el área del corazón. Que yo sepa, todos estos pacientes fueron asesinados con inyecciones de fenol. El paciente moría inmediatamente después de recibir una inyección de este tipo. Yo nunca suministré inyecciones fatales".